# Ébouleau
Ébouleau település Franciaországban, Aisne megyében. Lakosainak száma 173 fő (2022. január 1.). Ébouleau Bucy-lès-Pierrepont, Goudelancourt-lès-Pierrepont, Montigny-le-Franc és Saint-Pierremont községekkel határos.

## Népesség
A település népességének változása:
| Lakosok száma | 221  | 204  | 209  | 202  | 211  | 208  | 200  | 195  | 192  | 173  |
|               | 1968 | 1982 | 1990 | 2006 | 2013 | 2015 | 2017 | 2019 | 2020 | 2022 |